# Толлер, Монтагу
Монтагу Генри Толлер (англ. Montagu Henry Toller; 2 февраля 1871 или 1 января 1871, Барнстапл, Девон — 5 августа 1948) — британский крикетист, чемпион летних Олимпийских игр 1900.
На Играх участвовал в единственном крикетном матче Великобритании против Франции, выиграв который, он получил золотую медаль. Всего он набрал 2 очка.